# Бачівський потік
Бачівський потік, Бачівка (пол. Baczowski potok) — потік в Україні у Львівському районі Львівської області. Лівий доплив річки Гнилої Липи (басейн Дністра).

## Опис
Довжина потоку приблизно 6,14 км, найкоротша відстань між витоком і гирлом — 5,54  км, коефіцієнт звивистості річки — 1,11 . Формується багатьма струмками та загатами.

## Розташування
Бере початок на північно-східних схилах безіменної гори (420,0 м) у листяному лісі. Тече переваажно на північний захід через село Бачів і на північно-західній стороні від села Дусанів впадає у річку Гнилу Липу, ліву притоку річки Дністра.

## Цікаві факти
- Біля гирла потору на північно-західній стороні на відстані приблизно 222 м пролягає автошлях Т 1417[2] (автомобільний шлях територіального значення у Львівській та Івано-Франківській областях. Проходить територією Львівського р-ну, Львівської обл., та Івано-Франківського району, Івано-Франківської області, через Куровичі — Перемишляни — Рогатин).